# Celestyn Bren
Celestyn Bren (ur. 1799 lub 1800 na ziemi brzeskiej, zm. 1870) – duchowny unicki, następnie prawosławny, autor jednego z pierwszych studiów etnograficznych ludności powiatu bielskiego ówczesnej guberni grodzieńskiej.

## Życiorys
Był synem chłopa, Jana Brena, z oczynszowanej wsi państwowej na ziemi brzeskiej. Miał dwóch braci Szymona i Klemensa. Wszyscy trzej ukończyli szkołę realną w Brześciu, równoprawną z gimnazjum, a następnie zostali duchownymi unickimi. Celestyn Bren po ukończeniu szkoły pracował początkowo przez dwa lata jako guwerner, następnie wstąpił do seminarium duchownego przy klasztorze bazyliańskim w Żyrowiczach, łącząc naukę z pracą w charakterze pisarza kancelarii seminaryjnej. W 1831 r. został wyświęcony na kapłana przez biskupa Leona Ludwika Jaworowskiego i skierowany do pracy duszpasterskiej w charakterze proboszcza parafii Narodzenia Najświętszej Maryi Panny w Brześciu oraz zastępcy dziekana. Celestyn Bren był w latach 30. XIX w. jedynym duchownym unickim na Podlasiu, który pochodził z rodziny chłopskiej.
W 1835 r. został mianowany dziekanem dekanatu lidzkiego. Nastąpiło to w trakcie kampanii delatynizacji obrządku unickiego prowadzonej przez konsystorz unickiej metropolii wileńskiej pod kierownictwem biskupa Józefa Siemaszki. Dotychczasowy dziekan, Jan Horbacewicz, odmówił sprawowania nabożeństw według ksiąg rosyjskich. W 1838 r. został proboszczem parafii św. Michała Archanioła w Starym Korninie, gdy kierujący nią dotąd ks. Szymon Koźmiński został uznany za niechętnego zmianom wprowadzanym w liturgii unickiej. Jeszcze w tym samym roku konsystorz rozważał przeniesienie go do parafii w Nowoberezowie, gdzie za sprawą działalności ks. Antoniego Pańkowskiego doszło do otwartych protestów przeciwko planowanej konwersji unitów na prawosławie. Ostatecznie ks. Bren pozostał jednak w Starym Korninie. Duchownego przyjęto w nowej parafii nieprzychylnie i dopiero w lutym 1839 r., po kilku miesiącach, faktycznie przystąpił on do sprawowania nabożeństw.
W 1839 r., na mocy synodu połockiego, Celestyn Bren zmienił wyznanie na prawosławne i kontynuował działalność duszpasterską w przyłączonej do Rosyjskiego Kościoła Prawosławnego cerkwi w Starym Korninie. Za swoją działalność był nagradzany kolejnymi nagrodami przeznaczonymi dla białego duchowieństwa – prawem noszenia skufii, kamiławki, nabiedrennika, wreszcie złotym krzyżem kapłańskim.
W 1853 r. opracował pionierskie studium etnograficzne dotyczące powiatu bielskiego. Zostało ono sporządzone na podstawie jego obserwacji terenowych, na wezwanie Imperatorskiego Rosyjskiego Towarzystwa Geograficznego. Jego praca dzieliła się na sześć rozdziałów, poświęconych odpowiednio wyglądowi zewnętrznemu ludności, językowi, życiu codziennemu, szczególnym cechom życia społecznego w powiecie bielskim, edukacji i moralności, ludowym legendom oraz zabytkom. Najobszerniejszy ustęp pracy charakteryzował życie codzienne mieszkańców powiatu. Autor zgromadził również 24 lokalne zagadki, 15 przysłów i 38 bajek ludowych.
W swoich badaniach wykazał, że chłopi powiatu bielskiego mieli poczucie odrębności od Polaków. Równocześnie posługiwali się gwarą ruską z licznymi polonizmami i nie identyfikowali się z narodem rosyjskim. Zapisał, że kilkanaście lat po likwidacji unii na Podlasiu nadal wśród starszych mieszkańców utrzymywały się niektóre zwyczaje unickie, np. powstrzymywania się od pracy w dzień, w którym wypadało wspomnienie Jozafata Kuncewicza.
W 1869 Celestyn Bren uzyskał prawo do emerytury i odszedł w stan spoczynku. Zmarł rok później.
Jarosław Bren, syn Celestyna i również duchowny prawosławny, doprowadził do wydania fragmentów etnograficznego studium ojca w „Litowskich Jeparchalnych Wiedomostiach”, oficjalnym organie eparchii wileńskiej i litewskiej. Pełny tekst opracowania Brena odnalazł i opublikował dopiero w 1986 r. Nikołaj Kosacz (w języku białoruskim).